# Cehu Silvaniei

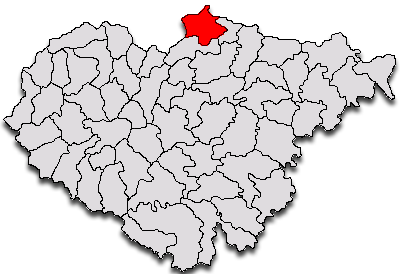
Lage der Gemeinde Cehu Silvaniei im Kreis Sălaj

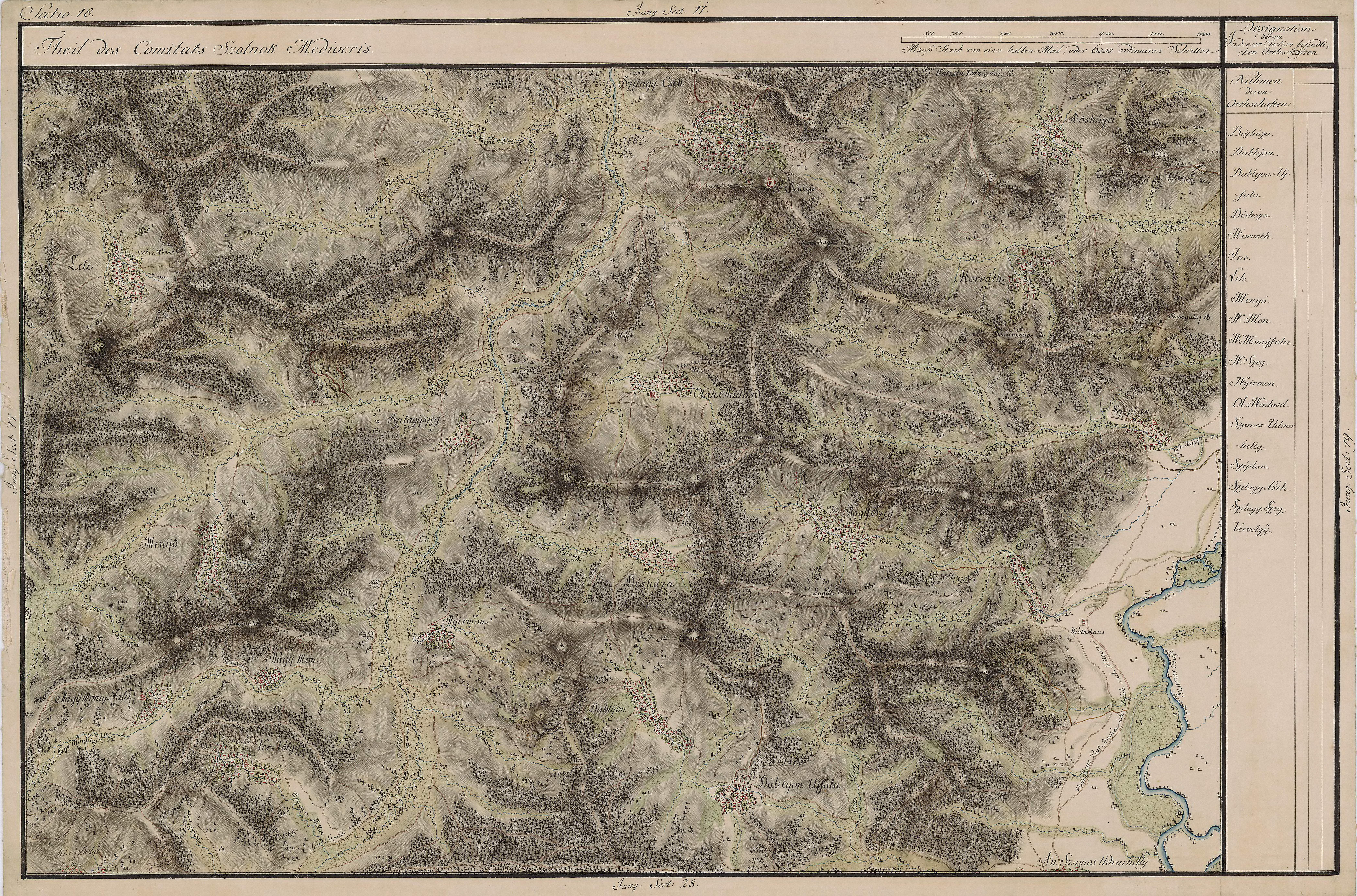
Cehu Silvaniei auf der Josephinischen Landaufnahme (1769–1773)

Cehu Silvaniei (veraltet Cehul-Sălagiului; ungarisch Szilágycseh, deutsch Bömischdorf) ist eine Kleinstadt mit etwa 7000 Einwohnern im Kreis Sălaj im Nordwesten Rumäniens. Zu dem Verwaltungsbereich von Cehu Silvaniei gehören auch die Dörfer Horoatu Cehului, Motiș, Nadiș und Ulciug.

## Geografische Lage
Cehu Silvaniei liegt im Norden des Kreises Sălaj, nahe der Grenze zum Kreis Maramureș, im äußersten Nordosten des Kreischgebiets.

## Nachbarorte
| Moțiș                 | Ulciug                                      | Biușa           |
| Giurtelecu Hordodului | Kompassrose, die auf Nachbargemeinden zeigt | Horoatu Cehului |
| Hodod                 | Nadiș                                       | Aluniș          |

## Geschichte
Eine erste urkundliche Erwähnung von Chehy stammt aus dem Jahr 1405. Das Wort Cheh deutet auf einen Zusammenhang mit Böhmen hin, evtl. hielten sich ursprünglich Tschechen am Ort auf.
Im Laufe der Jahrhunderte traten verschiedene Schreibweisen des Ortsnamens in Erscheinung:
1405 Oppidum Chehy, 1412 Cheh, 1455, 1459, 1461 Cheh Hungaricalis, 1475, 1491 Oppidum Chehy, 1468 Czeh, 1470 Cheh, 1462 Cseh, 1491 Chehy, 1521 castellum Cseh, 1525 Cseh, 1526 Cseh, 1527 Chehy, 1535 Cheh, 1538 Zylaghcheh, 1540 Zilag Cheh, 1555 Cheh, 1566–1569 Chieh, Dominium Chieh, 1568 Chech, 1579 Zilagichech, 1590 Chyehy, 1595 Szilagy-Czeh, 1597 Zilagba Chiehig, 1604 Che, 1642 Szillagh Cseh, 1678–1684 Tsehi, 1683 Tsehi, 1705 Szilágy Cseh, 1715–1720 Szilágy-Cseh, 1725 Szilágy-Cseh, 1725 Cseh Városa, 1750 Szilágy Cse, 1733 Csehul, 1760–1762 Oppidum Szilágy Cseh, 1766 Szilágy Cseh, 1784 Sz[ilágy] Cseh, 1797 Szilágy Csehi, 1800 Szilágy-Cseh, 1808 Szilágycseh, Csehu, 1817, 1827 Szilágy Cseh, 1839 Szilágy Cseh, Szilagum, Csehehu, 1839 Szilágy-Tséh, Csoh, Csehu, 1839 Szilágy Cseh, Szilagum, Csehehu, 1850 Oppidum Szilágy Cseh, 1850 Szilágy Cseh, Csoh, Böhmischdorf, 1857 Szilágy-Cseh Oppidum, Ciohu, 1863 Szilágy-Cseh, Silagu-Csehehu, 1873 Szilágy-Cseh, Szilagu-Csehelm, 1877 Szilágy-Cseh, Szilagu-Cehelu, 1882 Szilágy-Cseh, Cehu, Szilagu Csehelu, 1893 Szilágy-Cseh, 1909 Cehul-Silvaniei, Cehul-Sălagiului, Szilágycseh, 1913 Szilágycseh, 1921 Cehul Silvaniei, Szilágycseh, 1925 Cehul-Silvaniei, 1940–1944 Szilágycseh, 1942 Cehul-Silvaniei, 1950 Cehul Silvaniei, 1956 Cehu Silvaniei, 1960 comuna Cehu Silvaniei, 1968 oraşul Cehu Silvaniei.
Das Kastell von Cehu Silvaniei wurde 1319 erstmals urkundlich erwähnt, anlässlich der Schenkung des ungarischen Königs Karl Robert von Anjou an Dezső Elefánti. Nach einem Brand gelangt das Kastell in den Besitz der Familien Jakcs und Dragffy. 1556 ist Gyorgy Bathori de Bator und anschließend László Gyulaffy de Rátót Besitzer des Kastells. 1616 befindet es sich im Besitz von Zsigmond Prepostvari und 1671 in dem von Thokoly, Apafi si Wesselenyi. Heute besteht nur noch der Haupttrakt des ehemaligen Kastells als Ruine.

## Persönlichkeiten
- Béla Kun (1886–1938), ungarischer kommunistischer Politiker